# Trébry
Trébry (bretonisch: Trebrid) ist eine französische Gemeinde mit 822 Einwohnern (Stand: 1. Januar 2022) im Département Côtes-d’Armor in der Region Bretagne. Die Einwohner der Gemeinde werden Trébritiens und Trébritiennes genannt.

## Geographie
Umgeben wird Trébry von der Gemeinde Saint-Trimoël im Norden, von Plénée-Jugon im Osten, von Saint-Mieux im Süden und von Trédaniel im Westen.
Der Schatz von Trébry ist ein 1973 entdecktes Depot gallischer Münzen, die aus 1756 Silberstatern aus dem 1. Jahrhundert v. Chr. bestehen.

## Bevölkerungsentwicklung
| 1962 | 1968 | 1975 | 1982 | 1990 | 1999 | 2008 | 2012 | 2020 |
| 758  | 850  | 758  | 728  | 742  | 720  | 723  | 825  | 779  |

## Sehenswürdigkeiten
Siehe: Liste der Monuments historiques in Trébry
- Schloss La Touche aus dem 14. Jahrhundert, seit 1927 als Monument historique eingeschrieben

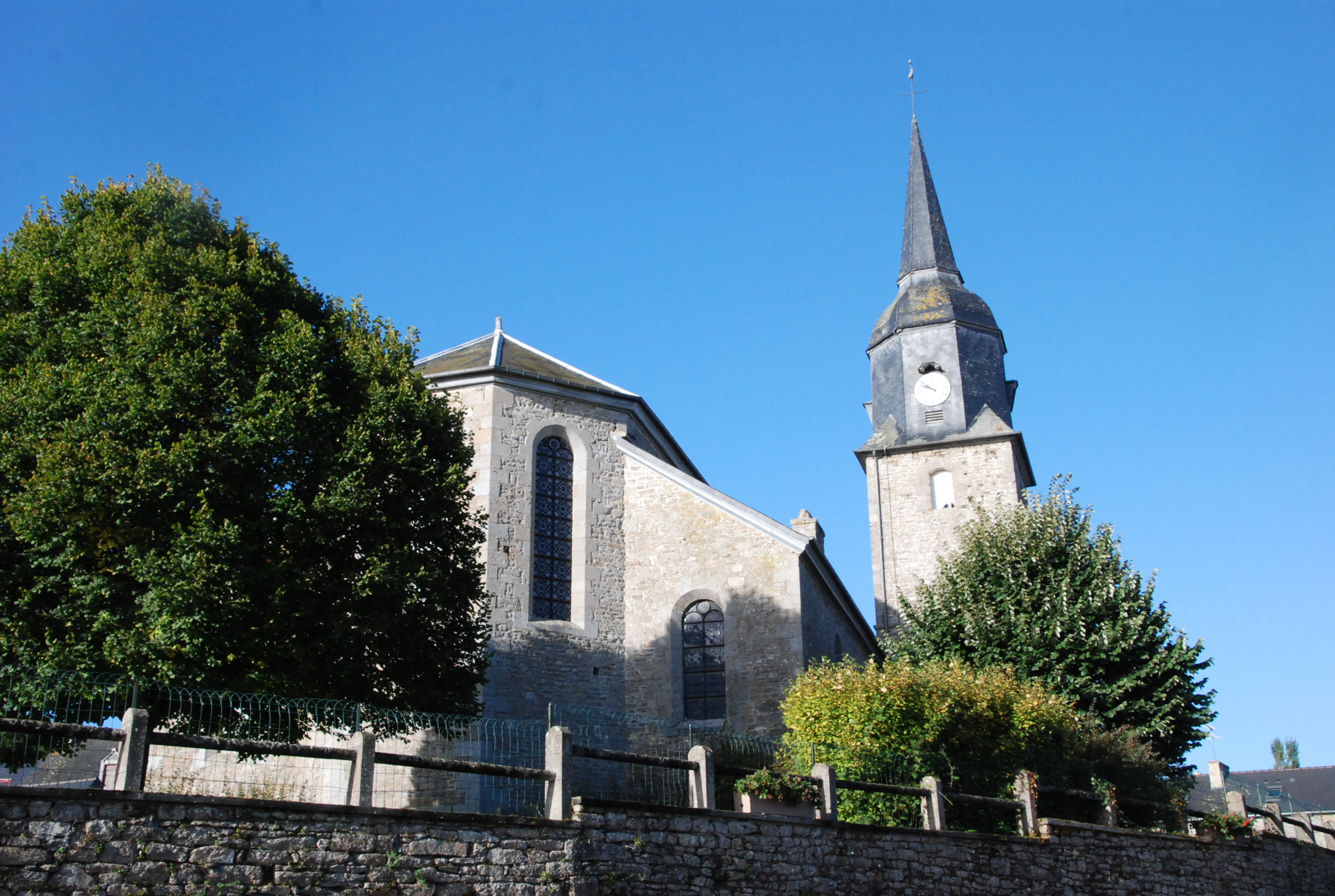
Kirche Saint-Pierre-et-Saint-Paul
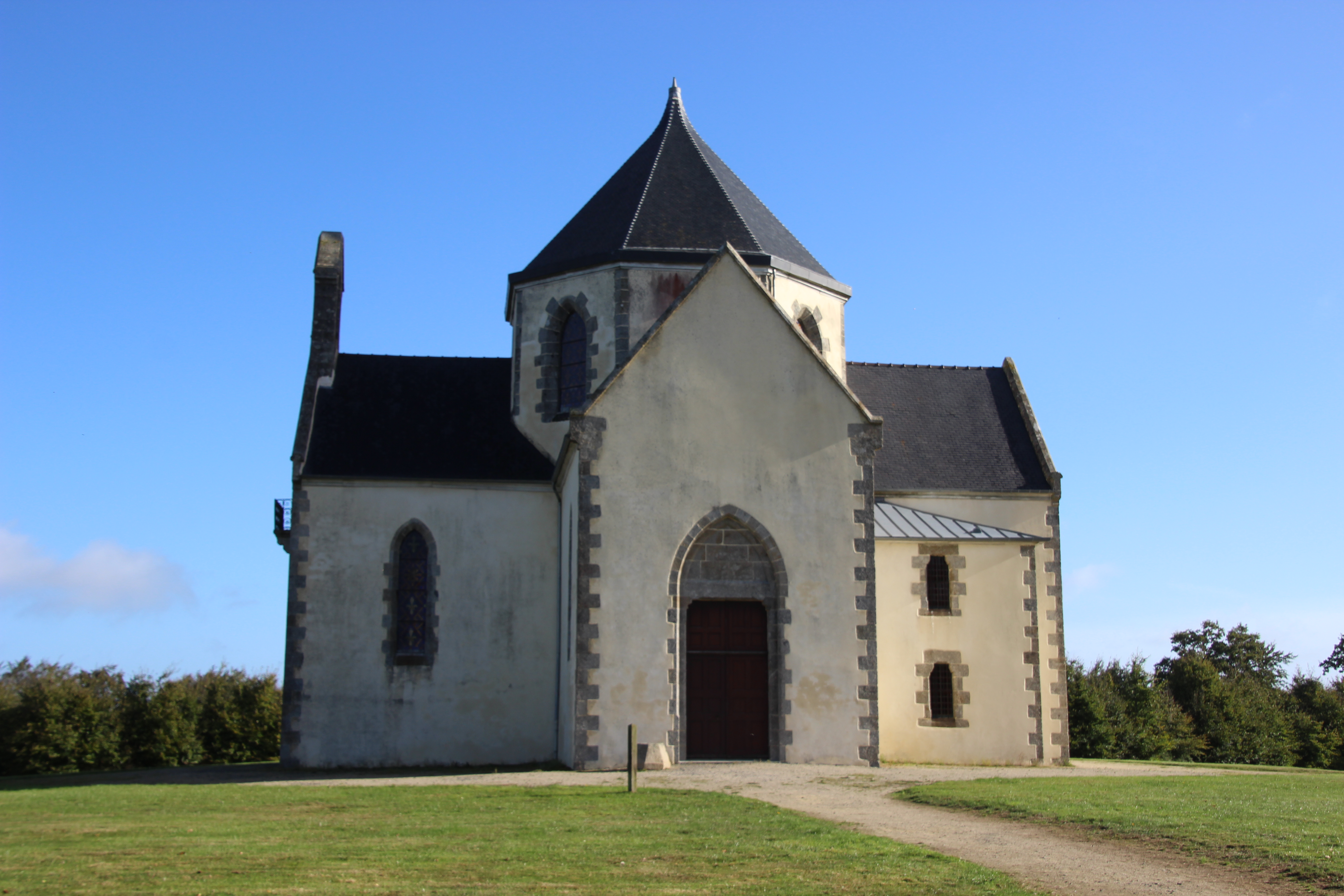
Kapelle le Mont Bel Air

- Kirche Saint-Pierre-et-Saint-Paul
- Kapelle le Mont Bel Air